# Зубу
Зубу (в китайському варіанті — Цзубу) — середньовічне державне утворення монгольських племен, що постало після занепаду Киргизького каганату у X ст. Тривалий час перебувало в залежності від Династії Ляо. Розпалося напочатку XII ст. внаслідок тиску імперії Цзінь. Відоме як Татарська держава.

## Назва
Назва «зубу»  на думку дослідників походить від до хуннуського роду Сюйбу. Зубу або Цзубу є власне киданським варіантом назви цієї держави. Тибетцькі джерела називали її Согпо.

## Історія
Формування союзу племен починається у середині VIII ст., коли група племен з шивей, відома як чорнокибітники (або чорні татари) долучилася до боротьби за спадщину Уйгурського каганату, що розпався. Зрештою чорні татари визнали зверхність імперії Тан, а в 1-й пол. IX ст — Киргизького каганату. Водночас чорні татари поступово стоють провідним племенним союзом серед іншим монгольських племен. При цьому інша група татар стає провідною в Кимацькому каганату.
Наприкінці IX ст. укладається союз з киданями, спільно з якими у 900-х роках починаються війни проти Киргизького каганату. Татари ще у 890-х роках повстали проти єнісейських киргизів, чим сприяли послабленю їх каганату. Остататочний розпад останнього у 910—920-х роках сприяв розширенню влади киданів й татар на захід. Саме в цей час татари остаточно формують державне об'єднання, яке стало відоме як «Зубу». На провідний статус татар вказує середньовічний вчений Махмуд Кашгарі, що називає простір від Великого китайського муру до річки Ілі Татарським степом. Ймовірно в цей час Зубу починає діяти в союзі з Кимацьким каганатом.
Втім наприкінці 920-х років Зубу потрапляє у васальну залежності від держави Ляо. Вона зберігалася з деякими перервами протягом майже усього існування держави. У 983 році татарська знать повстала проти Ляо, що спричинило війну з імператором Єлюй Лунсюєм. Війна тривала до 1003 року, коли татари зазнали поразки й змушені були підкоритися. Імператор розділив племена Зубу на декілька провінцій і префектур. Тепер татари та підвладні їм племена повинні були доправляти щорічну данину в розмірі 1700 коней, 440 верблюдів, 10 тис. шкірок горностаю, 25 тис. шкірок тарбаганів.
1026 року татари очолили нове повстання, відновивши незалежність держави. Проте після запеклої боротьби Зубу зазнало нової поразки. Розмір данини було збільшено до 20 тис. коней. У 1069 році почалася нова війна Зубу з Ляо, в якій татари здобули перемогу, змусивши ляоський уряд надсилати шовкові рулони як подарунки. У 1092 році війська Ляо виступили проти Зубу. Запекла війна точилася до 1102 року, де татари та їх підвладні племена зазнали поразки.
У 1119 року з огляду на послаблення Ляо вдається остаточно звільнитися від залежності. При цьому Зубу ймовірніше мало міцні політичні й економічні зв'язки з Ляо, на що вказує їх участь на боці Ляо проти чжурчженів, що заснували імперію Цзінь. Під тиском останніх починаються суперечки між монголами і джалаїрами, що послаблює Зубу.

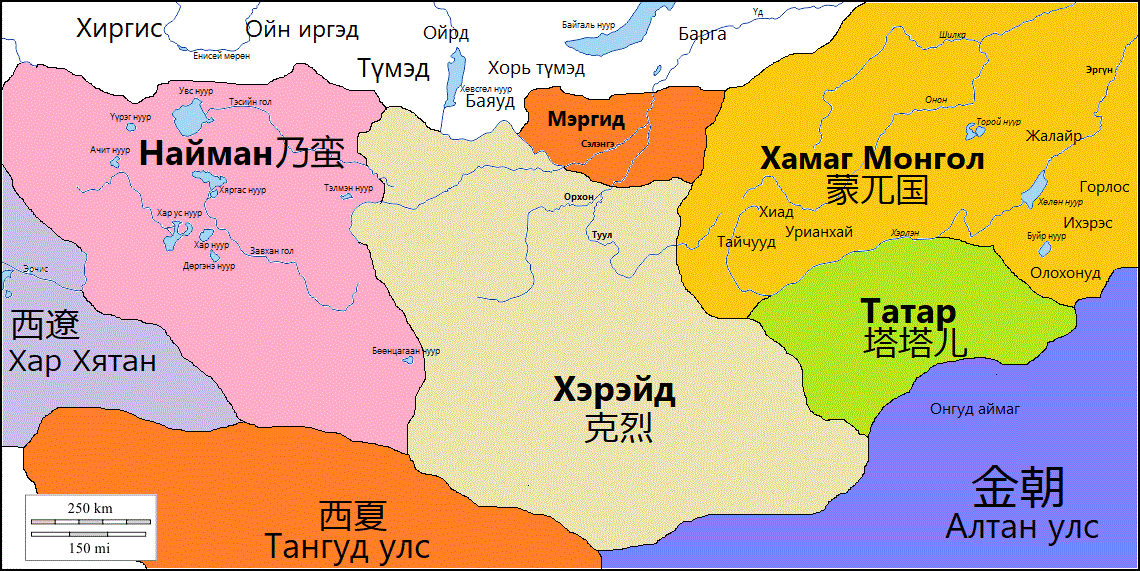
Союзи, що утворилися внаслідок розпаду Зубу

Тиск імперії Цзінь і подальше утворення Західної Ляо спричинили формування двох центрів тяжіння Зубу. Також цьому сприяло зміцнення серед племен Зубу різної культури та економічних інтересів (на заході належність до християнства та торговельних шляхів до Фергани і Мавераннахра, на сході — збереження шаманізма і тенгріанства, близькість до Китаю). Внаслідок цього держава розпалася на союзи найманів, хамаг-монголів, караїтів, меркітів, власне татар, які почали запеклу боротьбу між собою.
В китайських джерелах згадуються так званні північні зубу (чорні татари), що чинили спротив цзінському імператору Ваньянь Цзіну до 1195—1196 роках. З цього моменту ханство чорних татар занепадає і розпадається на низку племен і кланів.

## Територія і населення
Охоплювала землі від Західної Маньчжурії до річки Говд; на півдні межувала з Турфанським ідикутством і державою Західне Ся, на півночі охоплювало Байкал.
Складалося з 18 племен. Основу становили різні племена, що виокремилися з шивей (великої групи північних сяньбі): кереїти, наймани, меркіти, джалаїри, отуз-татари, баргути, хамаг-монголи, хонгірати, ойрати, онгути (білі татари), бесути, урянхайці.

## Устрій
Була своєрідною конфедерцією племенних союзів або протодержавою. На чолі стояв каган з племені татар, який  був обмежений політично курултаєм, де вирішувалися усі головні питання зовнішньої і внутрішньої політики. Очільники підвладних племен немали права носити титул хана, голови племенних союзів мали титул  буюрук.
Втім об'єднання не було постійно міцним через збереження внутрішньої автономії кожного племенного союзу. До 1102 року Зубу був більш-менш потужним союзом, який представляв потенційну небезпеку сусідів, насамперед держави Ляо.

## Господарство
Основу становило скотарства, частково було розвинено ремісництво й торгівля шкірами, хутром, худобою і кіньми. Чинне місце займали мисливство і збиральництво. Втім найважливішим було збирання данини та грабіжницькі походи.

## Вірування
Була відсутня державна релігія: західні племена, насамперед караїти і наймани були християнами-несторіанцями, а східні племена, зокрема татари і хамаг-монголи — тегріанцями.